# Predaia
Predaia es una comuna italiana de la provincia autónoma de Trento, en la región con estatuto especial de Trentino-Alto Adigio.

## Historia
El actual municipio fue fundado el 1 de enero de 2015 mediante la fusión de las, hasta entonces, comunas independientes de Coredo, Smarano, Taio (la actual capital municipal), Tres y Vervò.
En 2020, el municipio tenía una población de 6665 habitantes.
Comprende un conjunto de pequeñas localidades rurales situadas unos 20 km al norte de Trento.